# Élections législatives éthiopiennes de 2015
Les élections législatives éthiopiennes de 2015 se déroulent le 24 mai 2015.